# Manlio Di Rosa
Manlio Di Rosa   (Liorna, 14 de setembre de 1914 - Liorna, 15 de març de 1989) fou un tirador d'esgrima italià, especialista en floret, que va competir entre les dècades de 1930 i 1950.
Durant la seva carrera esportiva va prendre part en quatre edicions dels Jocs Olímpics d'Estiu, el 1936, 1948, 1952 i 1956. En la prova del floret per equips guanyà la medalla d'or el 1936 i 1956 i la de plata el 1948 i 1952. En el floret individual guanyà la medalla de bronze el 1952.
Al Campionat del món d'esgrima guanyà tretze medalles, vuit d'or, quatre de plata i una de bronze, entre el 1933 i 1953. Una vegada retirat passà va fer d'àrbitre.